# Ambasada Togo w Berlinie
Ambasada Togo w Berlinie – misja dyplomatyczna Republiki Togijskiej w Republice Federalnej Niemiec.
Ambasador Republiki Togijskiej w Berlinie oprócz Republiki Federalnej Niemiec akredytowany jest również w Republice Austrii, Republice Białorusi, Republice Bułgarii, Republice Czeskiej, Królestwie Danii, Republice Estońskiej, Republice Finlandii, Republice Kosowa, Republice Litewskiej, Republice Łotewskiej, Republice Macedonii Północnej, Królestwie Norwegii, Rzeczypospolitej Polskiej, Federacji Rosyjskiej, Rumunii, Republice Słowackiej, Republice Słowenii, Królestwie Szwecji, Republice Turcji, Ukrainie, Węgrzech oraz przy Biurze Narodów Zjednoczonych i organizacjach międzynarodowych w Wiedniu.

## Historia
Pierwszy togijski ambasador w RFN został mianowany w 1961.